# むてきのうた
『むてきのうた』は、ときめき♡宣伝部の3枚目のインディーズシングルである。2016年6月1日にSDRから発売された。

## 概要
- 表題曲「むてきのうた」を含む本シングル収録曲について、2016年4月16日に山野ホールで開催されたときめき♡宣伝部結成1周年イベント「ときめき♡宣伝部のわくわく♡ファンミーティング Vol.1」にて全曲初披露された[2]。
- 本シングルには自己紹介ソングとなる「ときめき♡宣伝部 自己紹介のうた」も収録予定であったが、収録されずに未音源化された[2]。
- 2016年4月16日に「むてきのうた」のMVが公開された[3][4]。
- 期間限定生産どきどき盤（CD+DVD）、れもん盤（CD）、びゅーてぃー盤（CD）、おれんじ盤（CD）の4形態で発売された。
- 期間限定生産どきどき盤には、「どきどき♡沖縄珍道中映像」としてときめき♡宣伝部メンバーが沖縄旅行している様子を収めたDVDが付属している。
- メジャーデビューシングル『ガンバ!!』の発売日である2016年11月9日に各種配信サイトにて配信シングル『むてきのうた れもん盤』（1.むてきのうた、2.レモンジュース）[5]、『むてきのうた びゅーてぃー盤』（1.むてきのうた、2.ビューティー）[6]、『むてきのうた おれんじ盤』（1.むてきのうた、2.100%♡オレンジ）[7]の配信が開始された[8]。
- 本作リリースから約5年後、2021年7月16日配信開始されたABEMAオリジナルドラマ『都会のトム&ソーヤ ぼくらの砦』の主題歌に「むてきのうた〜2021ver〜」が使用された[9]。2021年7月16日にはYouTubeにて動画「むてきのうた 〜2021ver〜 Drama Edit」が公開された[10]。
- 「むてきのうた〜2021ver〜」は超ときめき♡宣伝部メンバー（辻野かなみ、杏ジュリア、坂井仁香、小泉遥香、菅田愛貴、吉川ひより）による再録バージョンとなる。
- 2021年7月14日に配信シングルとして『むてきのうた〜2021ver〜』がリリースされた[11]。また、2021年9月29日にリリースされたミニアルバム『すきすきすきすきすきすきっ!』に「むてきのうた〜2021ver〜」が収録された。
- 「むてきのうた〜2021ver〜」について、坂井仁香は「夢を追いかけている人や、努力している人の背中を押す曲です。一歩を踏み出そうとしている人たちに、ぜひ聴いてほしいです。私もパフォーマンスをするなかで、この曲に元気をもらっているので、たくさんの人に元気を届けたいです！」と語った[12]。

## 収録曲
（ときめき♡宣伝部：辻野かなみ、小泉遥香、坂井仁香、吉川ひより、永坂真心）
- 期間限定生産どきどき盤（CD+DVD、ZXRC-1070）
  - CD
    - むてきのうた（作詞・作曲・編曲：浅利進吾）
      - 東海テレビ『オトナ養成所 バナナスクール』2016年6月度エンディングテーマ
      - ときめき♡リクエストアワード 第1位（2017年11月発表）[13]
      - ライブではオーディエンスと一緒に「WOW WOW WOW」のフレーズを拳を突き上げながら叫ぶシンガロングが特徴の一つ[14]。
      - 2021年7月16日配信開始されたABEMAオリジナルドラマ『都会のトム&ソーヤ ぼくらの砦』の主題歌に「むてきのうた〜2021ver〜」が使用されることがきっかけとなり2021年7月14日に配信シングルとして『むてきのうた〜2021ver〜』がリリースされた[11]。「むてきのうた〜2021ver〜」は超ときめき♡宣伝部メンバー（辻野かなみ、杏ジュリア、坂井仁香、小泉遥香、菅田愛貴、吉川ひより）による再録バージョンとなる。

  - DVD
    - どきどき♡沖縄珍道中映像
- れもん盤（CD、ZXRC-1071）
  - CD
    - むてきのうた
    - レモンジュース（作詞・作曲・編曲：サカノウエヨースケ）
      - ときめき♡宣伝部初の恋愛ソング[15]
- びゅーてぃー盤（CD、ZXRC-1072）
  - CD
    - むてきのうた
    - ビューティー（作詞・作曲・編曲：invisible manners）
- おれんじ盤（CD、ZXRC-1073）
  - CD
    - むてきのうた
    - 100%♡オレンジ（作詞：浅利進吾、作曲・編曲：山下洋介）
      - 宣伝部員（ファン）との絆を歌った曲[15]。ひゃくパーセント オレンジ。
      - ライブでは宣伝部員によるペンライトの光で会場がオレンジ色（宣伝部員のイメージカラー）に染まる[16][14]。